# Технік-лейтенант (військове звання)
Технік-лейтенант  (від грец. techne — мистецтво, майстерність; і фр. lieu tenant — заступник, від lieu — місце і tenant — «посідає») — військове звання молодшого офіцерського, інженерно-технічного складу Червоної армії, а також некорабельного складу і берегової охорони ВМС в 1942/1943–1971. Еквівалентом звання у сухопутних силах було звання лейтенант.
Технік-лейтенант був вище за рангом ніж молодший технік-лейтенант і нижче за старшого техніка-лейтенанта.

## Історія
У 1942 році у РСЧА та у ВМФ вводяться нові військові звання для інженерно-технічного складу, більш наближені до загальновійськових. Замість звання воєнтехнік 2 рангу вводиться звання технік-лейтенант. Еквівалентом звання технік-лейтенант серед інженерно-технічного складу ВМС (корабельний склад) був «інженер-лейтенант» (введено в 1940 році).
Введене постановою ДКО СРСР:
- від 22 січня 1942 № 1180сс «Питання військово-повітряних сил Червоної Армії» звання технік-лейтенант інженерно-авіаційної служби;
- від 4 квітня 1942 № 1528 «Про введення персональних військових звань інженерно-технічному складу ВПС ВМФ» і наказом НК ВМФ від 10 квітня 1942 ті самі звання вводились в ВМФ СРСР;
- від 3 березня 1942 № 1381 «Про введення персональних військових звань інженерно-технічному складу артилерії Червоної Армії» і наказом військового комісаріату оборони СРСР №68 від 4 березня 1942 звання технік-лейтенант інженерно-артилерійської служби.
- від 7 березня 1942 № 1408 «Про введення персональних військових звань інженерно-технічному складу автобронетанкових військ Червоної армії» і наказом військового комісаріату оборони СРСР №71 від 8 березня 1942 вводилися звання інженерно-технічного складу, зокрема технік-лейтенант інженерно-танкової служби.

23 серпня 1960 року в Радянській армії вводяться зміни звань інженерно-технічного складу, відповідно освіті. Серед іншого Уставом Внутрішньої служби 1960 року, для офіцерів з вищою технічною освітою встановлювалися нові звання (молодший інженер-лейтенант, інженер-лейтенант, старший інженер-лейтенант), а також підтверджувалися раніше існуючі (інженер-капітан, інженер-майор та інші). Для офіцерів які мали середню технічну освіту залишалися попередні звання (молодший технік-лейтенант, технік-лейтенант, старший технік-лейтенант, капітан технічної служби та інші).
18 листопада 1971 року, звання технік-лейтенанта було скасовано, і замінено на загальновійськовий еквівалент «лейтенант». Військовики, що мали вищу технічну освіту, мали приставку до звання «-інженер» (наприклад «лейтенант-інженер»), ті що мали середню технічну освіту, мали приставку до звання «технічної служби» (наприклад «лейтенант технічної служби»).